# Vicente Ferreira da Silva
Vicente Ferreira da Silva (São Paulo, 10 de enero de 1916 - São Paulo, 19 de julio de 1963) fue un filósofo, lógico y matemático paulista, pionero en lógica contemporánea en Brasil. En un momento posterior, Ferreira pasó a dedicarse a los estudios de los mitos. Basándose en la filosofía de Schelling y Martin Heidegger, Ferreira invierte la noción de mythos y logos para proponer la filosofía como una especie de desdoblamiento en relación con los mitos.

## Biografía
Aunque se graduó en Derecho de la USP, fue como filósofo, lógico y matemático que hizo su carrera. Pionero de la lógica contemporánea en Brasil, se convirtió en asistente de W.V.O. Quine, un lógico en Harvard, cuando era profesor invitado en la USP, lo ayudó a escribir el clásico O Sentido da Nova Lógica en portugués.
Newton da Costa mostró gran admiración por sus contribuciones a la lógica en los artículos "El trabajo de lógica de Vicente Ferreira da Silva" y "Vicente Ferreira da Silva y la lógica". En una etapa posterior, se dedicó a la fenomenología, el arte, las religiones y la llamada concienciación, bajo la influencia de Ortega y Gasset y otros pensadores.·
Representó a Brasil en el Congreso de Filosofía de Mendonza, en el que también participó Eugen Fink, filósofo alemán y asistente de Edmund Husserl. Dirigió la División de Difusión Cultural de la Rectoría de la USP, cofundó el Instituto Brasileño de Filosofía y se unió a Mircea Eliade en el consejo científico de la colección Rowohlts Deutsche Enzyklopaedie (Enciclopedia alemana Rowohlts). Participó en la organización del 1er Congreso Internacional de Filosofía, que trajo a su colega Julián Marías a Brasil.
Entre sus amigos y admiradores también estaban Vilém Flusser, Gabriel Marcel y Guimarães Rosa. Su esposa fue la poeta y distinguida traductora Dora Ferreira da Silva, ganadora del Premio Machado de Assis de ABL y tres veces del Premio Jabuti, quien murió en 2006.